# 学術雑誌
学術雑誌（がくじゅつざっし、英語: academic journal）は、主として研究者の執筆した論文を掲載する雑誌。学術（学問）分野ごとに発行されているため、種類が多い。読者はそれぞれの分野の専門家が中心であるため、一般書店に置かれることはあまりない。学術ジャーナル、学術誌とも。

## 研究業績としての側面
研究者は、自身の研究成果を、学術雑誌に論文として投稿・掲載することで世に発表する。学術雑誌に論文を掲載することで該当分野における客観的な専門性が担保されるため、論文は研究者の業績として大きな意味を持つ。
学術雑誌間にはその影響度（インパクト）に応じたヒエラルキーが存在しており、最も用いられる指標としてClarivate社のインパクトファクターが挙げられる。すなわち、ある指標が異なるA誌とB誌では同じ1本の論文掲載でも評価が異なる。ヒエラルキーの理由として各学術雑誌における掲載基準や査読水準の違いが挙げられ、権威のある雑誌であるほど優れた研究成果を要求される。その分野で最も権威のある雑誌はトップ・ジャーナルと呼ばれ、そうした権威ある雑誌に論文が掲載されることは、研究者にとって大きな名誉であるだけでなく、職位の確保、研究費の獲得、昇進や受賞など実用的な評価にも直結する。
しかしながら、トップ・ジャーナルに掲載されている論文が必ずしも優れているというわけではなく、権威の低い学術雑誌に掲載されている論文が学術的に劣っているわけではない。論文の評価方法に関しては多くの議論があり、インパクトファクターや被引用回数、オルトメトリクスなど、より普遍的な指標の探索が続いている。

## 各学問分野における学術雑誌
いずれの学問分野においても学術雑誌に掲載されている論文が業績として重要視されるが、分野によってその位置づけや評価軸が異なる場合がある。これは学問分野によって、研究にかかる時間や総論文数（総被引用回数）、研究者の総数などが異なり、分野横断的に絶対評価することが原理的に困難であることによる。
自然科学分野では、査読済み論文を業績として認識する場合が多い。なお、近年では物理学分野などプレプリント（査読前論文）を業績として挙げる分野も存在する。また、コンピュータ科学などの情報工学分野では、掲載までに時間がかかる学術雑誌への投稿を敬遠し、代わりに査読付きのカンファレンスでの発表を学術論文と同等かそれに近い業績として認められることもある。一方、人文科学や社会科学の分野では、査読などがない一般書を業績として認める場合が多い。

## 学術雑誌と査読
学術雑誌は論文公表の場の一つであるが、論文公表において、様々な公表の場の中でも学術雑誌を特に重要なものたらしめているのは、「査読」と呼ばれる過程である。
学術雑誌に投稿される論文は多数あるので、その全てを掲載することは物理的にも不可能であり、また個々の論文の水準も（秀逸なものからそうでないものまで）様々であるので、取捨選択が行われなければならない。そこで、編集部は、投稿された個々の論文の主題と専門領域を考慮し、関係する（通常複数の）専門家に論文の評価を委ねる。評価を委ねられた専門家は、当該領域における研究の状況と水準を基準とし、投稿された論文が少なくとも専門分野において踏まえられるべき水準に達しており、なおかつ、それ以上の専門領域における研究の進展に寄与しうるだけの何らかの成果を挙げているかどうかを評価する。これらに満たない論文は掲載を拒否され、逆に満たした論文は掲載を許可される。ただし、様々な程度の書き直しを求められ、書き直しの結果によって可否を判断されることもある。これが学術雑誌における査読の大まかな仕組みである。
この査読があることによって、学術雑誌に掲載された論文は、ただ単に公刊されただけではなく、論文の著者もまたそのメンバーの1人であるところの専門家の共同体から、研究上の価値を認められたという評価を獲得する。別の言い方をすれば、学術雑誌に自らの論文が掲載されるということは、専門分野のメンバーとしての力量を認められたことを意味する。逆に世間一般で名が通っている「学者」であっても学術雑誌に掲載されない、あるいは最初から学術雑誌に投稿していないという状態であれば、他の専門家からは実際上「専門家」として認められていない、とも言える。したがって、専門家の世界ではある研究者の研究業績が査読のある学術雑誌に論文が掲載されたということは、高い意義を持っているのである。
しかし、学術誌にある論文が掲載されたからと言って、その論文の成果が真実であるとは限らない。査読とは、あくまでその成果が水準を満たしているか、その学術雑誌が規定している体裁を満たしているかを判断するだけであり、捏造や虚偽を発見する目的ではない、ということに注意が必要である。その論文の内容が真実であるかどうかはその後の同業専門家による批判・追試によって確認される。
また、紙媒体での提供を行っている学術雑誌の中には、掲載する論文の巻（Volume）中において特にインパクトの高い秀逸な記事や、学術的に大変価値のある成果を、巻頭の表紙にその記事の概要を表紙のデザインとして用いているものがある。つまり、巻頭への掲載によって、同研究分野の研究者等への一種のステータスとなり、学術的に先進的であることを知らしめることになる。

## 学術雑誌と学会
学会所有の学術雑誌が存在することで、その学会自体の存在が公共的なものになる。それによって、その学問の水準が保証され、また活発に議論が起こる雑誌が存在することで、その学問が活発になるということでもある。
近年、大学の図書館にリポジトリとして投稿論文がアーカイブされることがある。しかし行き過ぎると、学会誌を購入する会員が減少して学会自体が成り立たなくなる可能性もあるため、十分な議論が必要である。また、最終版がアップされているのかは注意する必要がある。投稿時の論文がリポジトリされていることもあるが、実際には査読者のコメントに基づき、投稿後に改稿されていることがあるからである。

## 数量
2003年の調査によれば、世界での刊行状況について次のようなデータが挙げられている。
- 逐次刊行物：180,200件
  - 内学術雑誌：43,500件
  - 査読付き雑誌：21,000件

日本国内については、国立国会図書館のNDL-OPACに収載されている雑誌数が2007年12月1日時点で約13万件であるが、これらの中には誌名を改めたり、合併・分割を行なったりした雑誌や既に刊行を終了した雑誌が含まれているため、発行されている雑誌数は一部である。国会図書館が編集している『日本科学技術逐次刊行物総覧』は科学技術関係の雑誌を収録したもので、その数は2007年3月4日時点で6,798件とされている。また、日本国内では複数の書誌情報データベース作成機関が専門雑誌の情報を採録しているが、その状況は機関によってばらつきがあることが報告されている。これらのデータベースの雑誌を整理した結果、2005年時点で日本国内で発行されている雑誌は20,549件で、その内訳は人文・社会系が7,781件、科学技術・医学系が12,768件である。更に科学技術医学分野の雑誌種別は下記のように分類されている。
- 論文誌：2,899
- 大学等論文誌：603
- 大学紀要：2,886
- 研究所紀要：1,360
- 病院紀要：226
- データ集：36
- 会社技報：457
- 大会抄録・予稿集：1,385
- 一般雑誌：1,766
- ニュース、会報、雑：1,150

## 種類
学術雑誌にはいくつかの基準によって分類される。

### 分野・領域
学術雑誌は学問分野全体で発行されているが、生物学や経済学といった学問分野ごとだけでなく、それぞれの学問分野の下位に属する専門領域（経済学なら理論、金融、公共政策……等々、生物学なら分子生物学、生化学、発生学……等々、のように）ごとにも刊行されている。その専門分野に学会が存在すれば必ず専門の雑誌があると言ってよい。
もっとも広い分野を扱う雑誌は総合誌と呼ばれる。自然科学における例を挙げてみると、『ネイチャー』や『サイエンス』が該当し、物理学、化学、生物学、医学、心理学、地学など、特定の分野・領域にとどまらず自然科学全般のトピックスを掲載している。

### 内容
掲載される論文の性格によって、学術雑誌は大きく速報誌、総説誌、一般誌に分類することができる。
速報誌は、レターあるいはコミュニケーションと呼ばれる最新の研究結果を報告する1～4ページほどの短い論文を中心に掲載する雑誌である。掲載には「速報性」が問われる。
総説誌は、レビューと呼ばれるあるテーマについて他の研究者の結果なども含めた広い内容を解説した論文を中心に掲載する雑誌である。新たな研究成果は含まれないが、その分野の情報を効率的に収集することができる。引用されることが多いため、インパクトファクターが高いものが多い。
一般誌は、狭義の学術雑誌である。あるテーマについてまとめた学術論文（速報やレビューではなく）を掲載する雑誌である。雑誌によっては速報や総説が掲載されることもある。
学術雑誌には、これら論文のほか、関連する分野の書評やニュース、製品や求人の広告、学会の告知やプログラムが掲載されていることも多い。

### 発行母体
学術雑誌には、学会によって発行される学会誌と、専門的な出版社から発行される商業誌がある。欧米などでは大学出版会による学術雑誌の発行も行われている。日本には学術商業誌というジャンルもある（岩波書店『科学』など）。
学会誌では大学の教授などが編集委員を務めていることが多いため、利益をあまり重視しない。そのため、デザインなどは地味なものになりがちで、電子ジャーナル化などのサービスも比較的遅いが、購読価格は低く抑えられている。
商業誌では専門の編集者がおり、利益性を重視した編集を行う。このため、インパクトのある論文ほど掲載されやすく、他にも読者の興味を引く様々な特集記事などが掲載される。電子化などのサービスやデータベースとの連携も重視されているが、一般に購読料は高価である。学術雑誌を多く出版している出版社としては、最大手であるエルゼビアのほか、テイラーアンドフランシス、シュプリンガーやブラックウェル、ワイリーなどがある。
また、その分野における古参の専門誌や機関広報誌が、商業誌であると同時に学術誌的な要素を内含するケースも見られる。この場合、その誌上には競合誌・後発誌が扱いきれないような高度な専門性・資料性を持つ記事・読物が掲載され、本業がライターではないその道の専門家や研究者が多数執筆していることも見られる。日本における例としては鉄道分野における『鉄道ピクトリアル』、競馬分野における『優駿』、映画における『キネマ旬報』などが挙げられる。

## 電子化
情報技術が発達する前には、学術雑誌への投稿はすべて郵送で行われていたが、現在ではほとんどがウェブサイトを通して投稿し、編集者とのやり取りは電子メールやFAXで行うようになっている。これによって投稿から雑誌掲載までの期間は短縮されてきており、早ければ投稿から1ヶ月程度で掲載されることもある。
学術雑誌自体の電子ジャーナル化の流れも進んでおり、購読料さえ支払えばオンラインでHTMLやPDFで論文が読める雑誌も多い。掲載された論文を無料で読めるようにしている雑誌（オープンアクセス）も存在し、その数は増え続けている。
データベースとの連携も進んでおり、検索結果から直接論文が読めるようにした雑誌もある。
一方で、電子学術雑誌を中心に、査読が不十分なことや正規のISSNが発行されていないなど、学術誌としての品質が劣悪なケースがあり、ハゲタカジャーナルと言われ問題視されている。このような雑誌は、著名な学術雑誌の外観や雑誌名を模したり、著名な研究者の名前を無断使用することで、投稿者を不正に募っている。そのため、投稿することで研究成果に疑念を生じさせる可能性が指摘されている。